# Haldi
Haldi ou Caldi (dḪaldi) foi uma das três principais divindades do Reino de Urartu, ao lado de  junto com Teispas e Artinis. Foi retratado como um homem com ou sem asas, em pé sobre um leão. Seu santuário principal era em Ardini (Musasir).

## História
De acordo com o urartólogo Paul Zimansky, Haldi não era um deus nativo urartita, mas aparentemente uma obscura divindade acadiana (o que explica a localização do principal templo de adoração para Haldi em Musasir, que se acredita estar perto da moderna Rauandiz, Iraque). Haldi não foi inicialmente adorado pelos urartitas, pelo menos como seu deus principal, já que seu culto não parece ter sido introduzido até o reinado de Ispuini.
De acordo com Michael C. Astour, Haldi poderia ser etimologicamente relacionado à palavra hurrita "heldi", que significa "alto". Uma teoria alternativa postula que o nome poderia ser de origem indo-europeia (possivelmente heleno-armênia) ou armênia antiga, significando "deus do sol". Os reis urartitas costumavam erguer estelas dedicadas a Haldi nas quais inscreviam os sucessos de suas campanhas militares, os edifícios construídos e também as atividades agrícolas que ocorreram durante seu reinado.